# Trimalaconothrus longisetosus
Trimalaconothrus longisetosus är en kvalsterart som beskrevs av Yamamoto och Aoki 2000. Trimalaconothrus longisetosus ingår i släktet Trimalaconothrus och familjen Malaconothridae. Inga underarter finns listade i Catalogue of Life.